# Spatprodukt

Spat, der von drei Vektoren aufgespannt wird

Das Spatprodukt, auch gemischtes Produkt genannt, ist das Skalarprodukt aus dem Kreuzprodukt zweier Vektoren und einem dritten Vektor. Es ergibt das orientierte Volumen des durch die drei Vektoren aufgespannten Spats (Parallelepipeds). Sein Betrag ist somit gleich dem Volumen des aufgespannten Spats. Das Vorzeichen ist positiv, falls diese drei Vektoren in der angegebenen Reihenfolge ein Rechtssystem bilden; bilden sie ein Linkssystem, so ist es negativ. Liegen die drei Vektoren in einer Ebene, so ist ihr Spatprodukt Null.
In kartesischen Koordinaten lässt sich das Spatprodukt auch mit Hilfe der aus den drei Vektoren gebildeten Determinante berechnen.

## Definition
Das Spatprodukt {\displaystyle ({\vec {a}},{\vec {b}},{\vec {c}})} dreier Vektoren {\displaystyle {\vec {a}}}, {\displaystyle {\vec {b}}} und {\displaystyle {\vec {c}}} des dreidimensionalen euklidischen Vektorraums {\displaystyle \mathbb {R} ^{3}} kann wie folgt definiert werden:
{\displaystyle ({\vec {a}},{\vec {b}},{\vec {c}})=({\vec {a}}\times {\vec {b}})\cdot {\vec {c}}}.

## Notation
Oft wird für das Spatprodukt keine eigene Notation eingeführt, sondern man schreibt einfach {\displaystyle ({\vec {a}}\times {\vec {b}})\cdot {\vec {c}}}.
Andere gebräuchliche Notationen sind {\displaystyle [{\vec {a}},{\vec {b}},{\vec {c}}]}, {\displaystyle \langle {\vec {a}},{\vec {b}},{\vec {c}}\rangle } und {\displaystyle |{\vec {a}}\ {\vec {b}}\ {\vec {c}}|}.

## Darstellung in kartesischen Koordinaten
In einem rechtshändigen kartesischen Koordinatensystem bzw. im reellen Koordinatenraum  mit der Standardorientierung lässt sich das Spatprodukt direkt aus den Koordinaten der beteiligten Vektoren berechnen. Ist {\displaystyle {\vec {a}}=(a_{1},a_{2},a_{3})^{T},b=(b_{1},b_{2},b_{3})^{T}} und {\displaystyle c=(c_{1},c_{2},c_{3})^{T}}, so gilt
{\displaystyle ({\vec {a}},{\vec {b}},{\vec {c}})=a_{1}b_{2}c_{3}+b_{1}c_{2}a_{3}+c_{1}a_{2}c_{3}-a_{1}b_{3}c_{2}-b_{1}c_{3}a_{2}-c_{1}a_{3}b_{2}}
Diese Formel lässt sich auch mithilfe der Determinante ausdrücken:
{\displaystyle ({\vec {a}},{\vec {b}},{\vec {c}})=\det({\vec {a}},{\vec {b}},{\vec {c}})=\det {\begin{pmatrix}a_{1}&b_{1}&c_{1}\\a_{2}&b_{2}&c_{2}\\a_{3}&b_{3}&c_{3}\end{pmatrix}}}.
Der Beweis kann zum Beispiel unter Rückgriff auf die Koordinatendarstellungen des Vektor- und Skalarprodukts und einfaches Ausrechnen erbracht werden.

## Geometrische Interpretation

### Betrag des Volumens und orientiertes Volumen
Das Volumen {\displaystyle V} des von den drei Vektoren {\displaystyle {\vec {a}},{\vec {b}},{\vec {c}}} aufgespannten Spats (Parallelepipeds) ist gleich dem Betrag des Spatprodukts:
{\displaystyle V=|({\vec {a}},{\vec {b}},{\vec {c}})|=|({\vec {a}}\times {\vec {b}})\cdot {\vec {c}}|}.
Verzichtet man darauf, den Betrag zu bilden, so erhält man das orientierte Volumen. Das von den drei Vektoren aufgespannte (unregelmäßige) Tetraeder hat {\displaystyle 1/6} des Volumens des Spats.

### Herleitung
Das Volumen eines Spats errechnet sich aus dem Produkt seiner Grundfläche und seiner Höhe.
{\displaystyle V=A_{g}\cdot h}
Das Kreuzprodukt {\displaystyle {\vec {a}}\times {\vec {b}}} ist der Normalenvektor auf der durch {\displaystyle {\vec {a}}} und {\displaystyle {\vec {b}}} aufgespannten Grundfläche, der mit {\displaystyle {\vec {a}}} und {\displaystyle {\vec {b}}} ein rechtshändiges Koordinatensystem bildet und dessen Betrag gleich dem Flächeninhalt des durch {\displaystyle {\vec {a}}} und {\displaystyle {\vec {b}}} aufgespannten Parallelogramms ist, also {\displaystyle A_{g}=|{\vec {a}}\times {\vec {b}}|}.
Die Höhe des Spats ist die Projektion des Vektors {\displaystyle {\vec {c}}} auf die Richtung dieses Normalenvektors (dessen Einheitsvektor). Wenn diese den Winkel {\displaystyle \alpha } einschließen, gilt nach der Definition des Skalarprodukts
{\displaystyle h=|{\vec {c}}|\cos \alpha ={\hat {e}}_{{\vec {a}}\times {\vec {b}}}\cdot {\vec {c}}}.
Es folgt
{\displaystyle V=A_{g}\cdot h=|{\vec {a}}\times {\vec {b}}|({\hat {e}}_{{\vec {a}}\times {\vec {b}}}\cdot {\vec {c}})=({\vec {a}}\times {\vec {b}})\cdot {\vec {c}}}.
Das Volumen ist null für {\displaystyle \alpha } gleich 90°, wenn also die Vektoren in einer Ebene liegen. Sie heißen dann komplanar und linear abhängig.
Das orientierte Volumen ist negativ, falls {\displaystyle \alpha } größer ist als 90°. Dann zeigen Vektorprodukt und projizierte Höhe in entgegengesetzte Richtungen, weil die Vektoren ein Linkssystem bilden. 

## Eigenschaften
Aus der Definition und den Eigenschaften der im Spatprodukt vorkommenden Produkte (Skalarprodukt und Vektorprodukt) sowie der geometrischen Deutung des Spatprodukts erhält man schnell viele Eigenschaften:
- Das Spatprodukt ist nicht kommutativ. Der Wert ändert sich jedoch nicht, wenn man die Faktoren zyklisch vertauscht:
{\displaystyle ({\vec {a}}\times {\vec {b}})\cdot {\vec {c}}=({\vec {b}}\times {\vec {c}})\cdot {\vec {a}}=({\vec {c}}\times {\vec {a}})\cdot {\vec {b}}}.
- Da im Spatprodukt die Vektoren zyklisch vertauscht werden können und das Skalarprodukt kommutativ ist, gilt

{\displaystyle ({\vec {a}}\times {\vec {b}})\cdot {\vec {c}}={\vec {a}}\cdot ({\vec {b}}\times {\vec {c}})}.
Man kann also bei entsprechend angepasster Klammerung die beiden Rechenzeichen „vertauschen“.
- Im Gegensatz zur zyklischen Vertauschung tritt bei der Vertauschung zweier Faktoren ein Vorzeichenwechsel auf:
{\displaystyle ({\vec {a}},{\vec {b}},{\vec {c}})=-({\vec {b}},{\vec {a}},{\vec {c}})}.
- Weiter gilt wegen {\displaystyle {\vec {a}}\times {\vec {a}}={\vec {0}}}:
{\displaystyle ({\vec {a}},{\vec {a}},{\vec {b}})=({\vec {a}}\times {\vec {a}})\cdot {\vec {b}}={\vec {0}}\cdot {\vec {b}}={\vec {0}}}.
{\displaystyle ({\vec {a}},{\vec {b}},{\vec {a}})=({\vec {a}}\times {\vec {b}})\cdot {\vec {a}}=({\vec {a}}\times {\vec {a}})\cdot {\vec {b}}={\vec {0}}\cdot {\vec {b}}={\vec {0}}}.
{\displaystyle ({\vec {b}},{\vec {a}},{\vec {a}})=({\vec {b}}\times {\vec {a}})\cdot {\vec {a}}=({\vec {a}}\times {\vec {a}})\cdot {\vec {b}}={\vec {0}}\cdot {\vec {b}}={\vec {0}}}.
- Die Multiplikation mit einem Skalar {\displaystyle \alpha \in \mathbb {R} } ist assoziativ:
{\displaystyle (\alpha \cdot {\vec {a}},{\vec {b}},{\vec {c}})=\alpha \cdot ({\vec {a}},{\vec {b}},{\vec {c}})}.
- Es gilt ein Distributivgesetz:
{\displaystyle ({\vec {a}},{\vec {b}},{\vec {c}}+{\vec {d}})=({\vec {a}},{\vec {b}},{\vec {c}})+({\vec {a}},{\vec {b}},{\vec {d}})}.
- Nach der Definition des Skalarprodukts gilt:
{\displaystyle ({\vec {a}},{\vec {b}},{\vec {c}})=({\vec {a}}\times {\vec {b}})\cdot {\vec {c}}=|({\vec {a}}\times {\vec {b}})||{\vec {c}}|\cos \sphericalangle ({\vec {a}}\times {\vec {b}},{\vec {c}})}.

{\displaystyle \sphericalangle ({\vec {a}}\times {\vec {b}},{\vec {c}})} ist der Winkel zwischen dem Vektor {\displaystyle {\vec {c}}} und dem Vektor, der rechtshändig orthogonal zu den Vektoren {\displaystyle {\vec {a}}} und {\displaystyle {\vec {b}}} ist.

## Doppeltes Vektorprodukt (Vektortripelprodukt)
Das wiederholte Kreuzprodukt von drei Vektoren wird auch doppeltes Vektorprodukt oder Vektortripelprodukt genannt. Es gilt die Graßmann-Identität (auch Graßmannscher Entwicklungssatz, nach Hermann Graßmann). Diese lautet:
{\displaystyle {\vec {a}}\times ({\vec {b}}\times {\vec {c}})=({\vec {a}}\cdot {\vec {c}})\,{\vec {b}}-({\vec {a}}\cdot {\vec {b}})\,{\vec {c}}}
bzw.
{\displaystyle ({\vec {a}}\times {\vec {b}})\times {\vec {c}}=({\vec {a}}\cdot {\vec {c}})\,{\vec {b}}\ -({\vec {b}}\cdot {\vec {c}})\,{\vec {a}},}
wobei die Malpunkte das Skalarprodukt bezeichnen. In der Physik wird oft die Schreibweise
{\displaystyle {\vec {a}}\times ({\vec {b}}\times {\vec {c}})={\vec {b}}\,({\vec {a}}\cdot {\vec {c}})-{\vec {c}}\,({\vec {a}}\cdot {\vec {b}})\,,}
verwendet. Nach dieser Darstellung wird die Formel auch BAC-CAB-Formel genannt. In Indexschreibweise lautet die Graßmann-Identität
{\displaystyle \sum _{k=1}^{3}\varepsilon _{ijk}\varepsilon _{klm}=\delta _{il}\delta _{jm}-\delta _{im}\delta _{jl}}.
Hierbei ist {\displaystyle \varepsilon _{ijk}} das Levi-Civita-Symbol und {\displaystyle \delta _{ij}} das Kronecker-Delta.

## Doppeltes Spatprodukt
Das doppelte Spatprodukt zweier Vektortripel {\displaystyle {\vec {a}},{\vec {b}},{\vec {c}}} und {\displaystyle {\vec {u}},{\vec {v}},{\vec {w}}} ist
{\displaystyle {\begin{aligned}\,[({\vec {a}}\times {\vec {b}})\cdot {\vec {c}}][({\vec {u}}\times {\vec {v}})\cdot {\vec {w}}]=\;&{\begin{vmatrix}{\vec {a}}&{\vec {b}}&{\vec {c}}\end{vmatrix}}{\begin{vmatrix}{\vec {u}}&{\vec {v}}&{\vec {w}}\end{vmatrix}}={\begin{vmatrix}({\vec {a}}&{\vec {b}}&{\vec {c}})^{\top }\end{vmatrix}}{\begin{vmatrix}{\vec {u}}&{\vec {v}}&{\vec {w}}\end{vmatrix}}\\=\;&{\begin{vmatrix}{\begin{pmatrix}{\vec {a}}&{\vec {b}}&{\vec {c}}\end{pmatrix}}^{\top }{\begin{pmatrix}{\vec {u}}&{\vec {v}}&{\vec {w}}\end{pmatrix}}\end{vmatrix}}={\begin{vmatrix}{\vec {a}}\cdot {\vec {u}}&{\vec {a}}\cdot {\vec {v}}&{\vec {a}}\cdot {\vec {w}}\\{\vec {b}}\cdot {\vec {u}}&{\vec {b}}\cdot {\vec {v}}&{\vec {b}}\cdot {\vec {w}}\\{\vec {c}}\cdot {\vec {u}}&{\vec {c}}\cdot {\vec {v}}&{\vec {c}}\cdot {\vec {w}}\end{vmatrix}}\end{aligned}}}
weil die Determinante erstens unempfindlich gegen Transponierung (.)⊤ und zweitens nach dem Determinantenproduktsatz beim Matrixprodukt gleich dem Produkt der Determinanten der beteiligten Matrizen ist. Bei zwei identischen Vektorsätzen ist
{\displaystyle [({\vec {a}}\times {\vec {b}})\cdot {\vec {c}}]^{2}={\begin{vmatrix}{\vec {a}}\cdot {\vec {a}}&{\vec {a}}\cdot {\vec {b}}&{\vec {a}}\cdot {\vec {c}}\\{\vec {b}}\cdot {\vec {a}}&{\vec {b}}\cdot {\vec {b}}&{\vec {b}}\cdot {\vec {c}}\\{\vec {c}}\cdot {\vec {a}}&{\vec {c}}\cdot {\vec {b}}&{\vec {c}}\cdot {\vec {c}}\end{vmatrix}}\geq 0}
und somit die sogenannte Gram’sche Determinante positiv definit. Wie auch das Spatprodukt allein ist diese Determinante ein Kriterium für die lineare Unabhängigkeit der Vektoren des Tripels (ungleich null bzw. größer null bei linearer Unabhängigkeit).  Die Determinante gibt das Quadrat des Volumens des Spats an. Liegen zwei Spate vor, die durch Verformung auseinander hervorgehen, kann mit der Gram’schen Determinante die Volumenänderung bei der Verformung angegeben werden. Der Vorteil des Ausdrucks mit der Gram’schen Determinante ist, dass er sich auf höher dimensionale euklidische Vektorräume verallgemeinern lässt.

## Anwendungen

### Test auf Komplanarität
Mithilfe des Spatprodukts lässt sich testen, ob drei gegebene Vektoren {\displaystyle {\vec {a}},{\vec {b}},{\vec {c}}} des Raumes in einer Ebene liegen, also komplanar sind. Dies ist anschaulich genau dann der Fall, wenn das von den drei Vektoren aufgespannte Parallelepiped das Volumen null hat. Aufgrund der geometrischen Deutung des Spatprodukts ist diese Bedingung aber äquivalent dazu, dass ihr Spatprodukt null ist. Also gilt:
- Die Vektoren {\displaystyle {\vec {a}},{\vec {b}},{\vec {c}}} sind komplanar genau dann, wenn {\displaystyle ({\vec {a}},{\vec {b}},{\vec {c}})=0}.

### Volumenelement der Integralrechnung
Das Volumenelement {\displaystyle \mathrm {d} V} des Volumenintegrals hängt vom verwendeten Koordinatensystem ab. In kartesischen Koordinaten ist es
{\displaystyle \mathrm {d} V=\mathrm {d} x\,\mathrm {d} y\,\mathrm {d} z}.
In anderen Koordinatensystemen mit Koordinaten {\displaystyle {x',y',z'}} muss es mit Hilfe des Spatproduktes der (lokalen) Basisvektoren berechnet werden. Die Basisvektoren {\displaystyle \textstyle {\vec {b}}_{1},{\vec {b}}_{2}} und {\displaystyle \textstyle {\vec {b}}_{3}} an einem Punkt sind Tangentenvektoren an die Koordinatenlinien und ergeben sich aus der Koordinatentransformation
{\displaystyle {\vec {r}}={\begin{pmatrix}x\\y\\z\end{pmatrix}}={\begin{pmatrix}x(x',y',z')\\y(x',y',z')\\z(x',y',z')\end{pmatrix}}}
durch partielle Ableitungen nach den Koordinaten {\displaystyle {x',y',z'}}:
{\displaystyle {\vec {b}}_{1}={\frac {\partial {\vec {r}}}{\partial x'}},\quad {\vec {b}}_{2}={\frac {\partial {\vec {r}}}{\partial y'}},\quad {\vec {b}}_{3}={\frac {\partial {\vec {r}}}{\partial z'}}}.
Die Komponenten eines Basisvektors bilden jeweils eine Spalte der Jacobi-Matrix. Somit ist das Spatprodukt dieser drei Basisvektoren durch den Betrag der Funktionaldeterminante gegeben. 
Nach dem Transformationssatz gilt dann für das Volumenelement
{\displaystyle \mathrm {d} V'=\left|\det {\frac {\partial (x,y,z)}{\partial (x',y',z')}}\right|\,\mathrm {d} x'\,\mathrm {d} y'\,\mathrm {d} z'}.

#### Beispiel (für Kugelkoordinaten)
Die Koordinatentransformation für die Kugelkoordinaten
{\displaystyle {\vec {r}}={\begin{pmatrix}x\\y\\z\end{pmatrix}}={\begin{pmatrix}r\sin \theta \cos \varphi \\r\sin \theta \sin \varphi \\r\cos \theta \end{pmatrix}}}
führt zu den lokalen Basisvektoren
{\displaystyle {\vec {b}}_{1}={\frac {\partial {\vec {r}}}{\partial r}}={\begin{pmatrix}\sin \theta \cos \varphi \\\sin \theta \sin \varphi \\\cos \theta \end{pmatrix}},\quad {\vec {b}}_{2}={\frac {\partial {\vec {r}}}{\partial \theta }}={\begin{pmatrix}r\cos \theta \cos \varphi \\r\cos \theta \sin \varphi \\-r\sin \theta \end{pmatrix}},\quad {\vec {b}}_{3}={\frac {\partial {\vec {r}}}{\partial \varphi }}={\begin{pmatrix}-r\sin \theta \sin \varphi \\r\sin \theta \cos \varphi \\0\end{pmatrix}}}
an den entsprechenden Punkten.
Die Funktionaldeterminante lautet also
{\displaystyle \det {\frac {\partial (x,y,z)}{\partial (r,\theta ,\varphi )}}=\det {\begin{pmatrix}\sin \theta \cos \varphi &r\cos \theta \cos \varphi &-r\sin \theta \sin \varphi \\\sin \theta \sin \varphi &r\cos \theta \sin \varphi &r\sin \theta \cos \varphi \\\cos \theta &-r\sin \theta &0\end{pmatrix}}=r^{2}\sin \theta .}
Folglich ergibt sich für das Volumenelement {\displaystyle \mathrm {d} V}:
{\displaystyle \mathrm {d} V=\left|\det {\frac {\partial (x,y,z)}{\partial (r,\theta ,\varphi )}}\right|\,\mathrm {d} r\,\mathrm {d} \theta \,\mathrm {d} \varphi =r^{2}\sin \theta \,\mathrm {d} r\,\mathrm {d} \theta \,\mathrm {d} \varphi .}

## Wortherkunft
Die Bezeichnung Spatprodukt geht auf die Bezeichnung „Spat“ für ein Parallelflach (Parallelepiped, Parallelotop) zurück.
In der Geologie deutet die Nachsilbe -spat auf eine gute Spaltbarkeit des betreffenden Minerals hin. Beispiele: Feldspat, Kalkspat.
Diese Spate weisen klare Bruchlinien auf. Insbesondere die Kristalle des Kalkspates ähneln dem geometrischen Ideal eines Parallelflachs sehr stark. Über die Volumenberechnung eines solchen Parallelflachs bzw. Spates ergibt sich damit die Bezeichnung Spatprodukt.